# Кульбачна Раїса Іванівна
Раїса Іванівна Кульбачна (нар. 7 травня 1941, село Вельє-Ніколаєвське, тепер Чернського району Тульської області, Російська Федерація) — українська радянська діячка, електрообмотувальниця Сімферопольського механічного заводу Кримської області. Депутат Верховної Ради СРСР 10—11-го скликань.

## Біографія
Народилася в селянській родині. У 1959 році закінчила середню школу. З 1959 по 1960 рік навчалася в Калузькому професійно-технічному училищі, здобула спеціальність слюсаря-складальника.
У 1960—1962 роках — слюсар-складальник Калузького заводу автомотоелектроустаткування РРФСР.
Закінчила курси кіномеханіків у Сімферополі. У 1962—1965 роках — кіномеханік кінотеатру «Родина» міста Сімферополя Кримської області.
З 1965 року — електрообмотувальниця Сімферопольського електромеханічного заводу Кримської області.
Без відриву від виробництва закінчила технікум.
Потім — на пенсії в місті Сімферополь АР Крим.

## Нагороди
- медаль «За трудову відзнаку»
- медаль «За добесну працю. В ознаменування 100-річчя з дня народження Володимира Ілліча Леніна»
- медалі
- знак «Ударник п'ятирічки»